# Aziz Salihu
Aziz Salihu est un boxeur yougoslave né le 1er mai 1954 à Pristina au Kosovo.

## Carrière
Il participe aux Jeux olympiques d'été de 1984 à Los Angeles et remporte la médaille de bronze en combattant dans la catégorie des poids super-lourds. Sa carrière de boxeur amateur est également marquée par deux médailles de bronze obtenues aux championnats d'Europe de Tampere en 1981 et de Budapest en 1985.

### Parcours auxJeux olympiques
Jeux olympiques d'été de 1984 à Los Angeles (poids super-lourds) :
- Bat Peter Hussing (Allemagne) 5-0
- Perd contre Tyrell Biggs (États-Unis) 0-5